# Sinostrangalis elegans
Sinostrangalis elegans là một loài bọ cánh cứng trong họ Cerambycidae.